# اوتوتک
اوتوتک (به فنلاندی: Outotec) که مختصر شده اوتوکومپو تکنولوژی است، شرکت خدمات مهندسی فنلاندی می‌باشد، که در زمینه ارائه خدمات و فناوری استخراج و پردازش فلزات و مواد معدنی فعالیت می‌کند.
شرکت اتوتک در ابتدای دهه ۱۹۴۰ میلادی، به‌عنوان یک شرکت تابعه از گروه فنلاندی اوتوکومپو تأسیس شد. در سال ۲۰۰۵ پس از آنکه مدیران شرکت اوتوکومپو، اقدام به جداسازی بخش‌های مختلف به‌منظور تمرکز بر تولید فولاد ضد زنگ نمودند، شرکت اتوتک مستقل شد.
در حال حاضر دفتر مرکزی این شرکت در شهر اسپو، فنلاند قرار دارد و بخشی از سهام آن در بازار بورس هلسینکی دادوستد می‌شود.